# The Telephone, or L'Amour à trois
Il telefono, o l'amore a tre (The Telephone, or L'Amour à trois) è un'opera comica in un atto di Gian Carlo Menotti, il quale ha composto sia la musica che il libretto.
Commissionata dalla società del balletto fu dapprima presentata in "coppia" con La medium dello stesso Menotti presso il Teatro Heckscer di New York nel febbraio del 1947. 
La versione per Broadway andò in scena il 1º maggio 1947 presso il Teatro Ethel Barrymore.

Il Teatro Metropolitan Opera House lo rappresenterà una sola volta il 31 luglio 1965.

## Ruoli
| Ruolo | Voce                  | Cast della prima (18 febbraio 1947) Direttore: Jascha Zayde |
| ----- | --------------------- | ----------------------------------------------------------- |
| Lucy  | soprano di coloratura | Marilyn Cotlow                                              |
| Ben   | baritono              | Frank Rogier                                                |

## Sintesi
Ben, portando con sé un regalo, fa visita a Lucy nel suo appartamento; la motivazione è semplice: vuole chiederle la mano prima di partire per un viaggio. Nonostante i numerosi tentativi di "proposta", Lucy sarà sempre occupata in interminabili conversazioni al telefono ignorando quasi del tutto Ben. Quando Lucy lascia la stanza Ben cerca di tagliare il cavo del telefono, senza successo. 
Rassegnato e preoccupato di perdere il treno, Ben parte senza chiedere a Lucy di sposarlo.
Ma prima di partire Ben fa un ultimo tentativo: chiama Lucy da una cabina telefonica e fa la sua proposta di matrimonio. Lei acconsente e i due si uniscono in un romantico duetto telefonico nel quale Lucy si assicurerà che Ben abbia segnato per bene il suo numero di telefono..

## Film e DVD
- Nel 1968 un film dell'opera è stato registrato per la TV tedesca SFB/ORF. Nel cast: Anja Silja (Lucy), Eberhard Wächter (Ben), Wolfgang Rennert (direttore), Otto Schenk (regia).
- Nel 2006 la Decca Music ha acquistato la licenza per un DVD pubblicato successivamente da Video Artists International con Carole Farley (Lucy), Russell Smythe (Ben) e José Serebrier (direttore). In questo DVD è inclusa una rappresentazione de "La voix humaine" di Francis Poulenc la cui storia è collegata al telefono.

## Discografia
- The Medium, The telephone, Elizabeth Hertzberg, Lorenzo Grante, Orchestra Filarmonica Italiana, Flavio Emilio Scogna, Brilliant Classics 95361, 2018.